# Gehülz

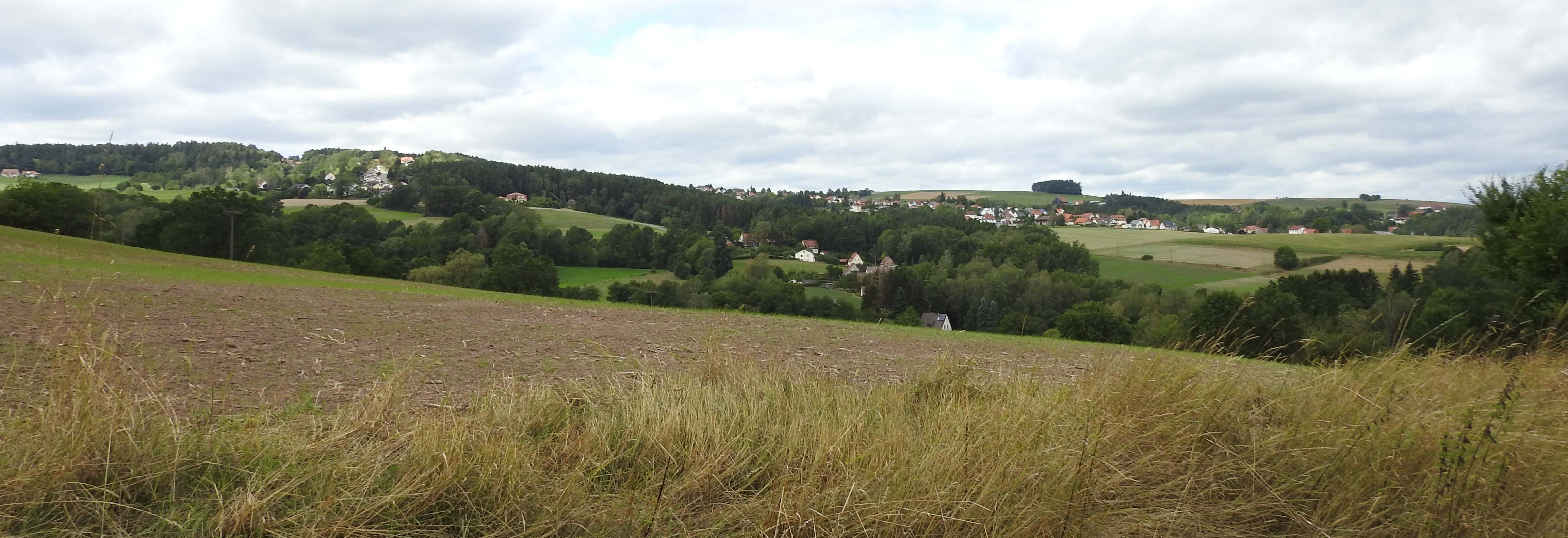
Gehülz von Südosten

Gehülz ist ein Gemeindeteil der Kreisstadt Kronach im oberfränkischen Landkreis Kronach in Bayern. Im Jahr 1978 wurde die Gemeinde in die Stadt eingegliedert. Bis dahin war Gehülz mit 1500 Einwohnern eine der größten Gemeinden des Landkreises Kronach.

## Geographie
Das Pfarrdorf hat einen Streusiedlungscharakter und liegt auf dem Haßlacherberg, einem Höhenzug westlich von Kronach. Gehülz besteht aus 17 Einzelorten, die teilweise zu einer geschlossenen Siedlung zusammengewachsen sind. Die Bundesstraße 303 führt durch den Ort nach Kronach zur Bundesstraße 85 (1,7 km östlich) bzw. an Burgstall vorbei nach Mitwitz (6 km westlich). Gemeindeverbindungsstraßen führen nach Seelach und nach Ziegelerden.

## Ortsname
Der Ortsname entstand vermutlich aus dem Wort Gehölz, das wahrscheinlich auf einen abgeholzten Wald hinweist.
Der Name Gehülz war ursprünglich ein Gemeindename. Er wurde 1978 nach der Auflösung der Gemeinde per Regierungsverfügung als amtlicher Ortsname eingeführt. Im Gegenzug wurden elf bisherige Gemeindeteilnamen, mit Ausnahme von sieben im Außenbereich der ehemaligen Gemeinde, als amtliche Ortsnamen abgeschafft und als Straßennamen eingeführt.
Nicht mehr amtlich benannte Gemeindeteile sind
| - das Dorf Brand (⊙) - das Pfarrdorf Breitenloh (⊙) - das Dorf Brunnschrott (⊙) - die Einöde Ellmershaus (⊙) - das Dorf Entmannsdorf (⊙) - das Dorf Geiersgraben (⊙) | - die Einöde Judenhof (⊙) - der Weiler Kellerhaus (⊙) - die Einöde Rauershof (⊙) - die Einöde Schafhof (⊙) - das Dorf Zollbrunn (⊙) |

## Geschichte
Der erste Ort und der Beginn der Siedlung war Entmannsdorf, das etwa 1000 n. Chr. gegründet wurde und sich am Verbindungsweg zwischen Kronach und Coburg befand. Urkundlich bezeugt wurde Entmannsdorf erst 1323/28. Es befand sich 1348 im Besitz der Kappel zu Haßlach, gelangte als bischöfliches Burghutlehen im 14. Jahrhundert in den Besitz der von Redwitz zu Theisenort und wurde zum Hauptort des redwitzischen Gehülz. Auf der oberen Bürg bei Entmannsdorf befand sich eine Turmhügelburg als Außenstelle der Herrschaft Theisenort.
Es entstanden ab 1519 Ortschaften als bäuerliche Siedlungsgebiete wie Kestel, Judengraben und Brand. Im Dreißigjährigen Krieg litt die Gemeinde unter Raubzügen und Brandschatzungen.
In den 1750er Jahren lagen die Anfänge des späteren Straßendorfs Breitenloh-Unterentmannsdorf. Im Bereich Breitenloh entstanden auf Anordnung der Herrschaft von Redwitz kleine Tropfhäuser für die ärmere Bevölkerung.
In dieser Zeit waren die grund- und vogteiherrschaftlichen Rechte auf die von Redwitz zu Schmölz und die von Redwitz zu Küps aufgeteilt. Das um 1588 erbaute Herrschaftsbrunnen und das 1673 als „Saalbronnen“ bezeugte Zollbrunn wurden um 1800 Siedlungsteile von Gehülz.
Die politische Gemeinde Gehülz entstand 1818 gemäß dem Zweiten bayerischen Gemeindeedikt. Sie vereinte viele verstreute Ortschaften, die zuvor als Realgemeinde einen Aktions- und Wirtschaftsverband unter Leitung eines eigenen Schultheißen gebildet hatten. Die 14 zugehörigen Orte waren Brand, Breitenloh, Bürg, Ellmershaus, Entmannsdorf, Giessübel, Judengraben, Judenhof, Kestel, Lindleinsberg, Rauershof, Seelabach, Unterbreitenloh und Zollbrunn.
Die Gemeinde war in Verwaltung und Gerichtsbarkeit dem Landgericht Kronach zugeordnet und in der Finanzverwaltung dem Rentamt Kronach (1919 in Finanzamt Kronach umbenannt). In der freiwilligen Gerichtsbarkeit unterstanden einige Anwesen dem Patrimonialgericht Küps (bis 1835) und dem Patrimonialgericht Schmölz (bis 1848). Um 1836 wurden Forderungen von 31 Besitzern von bäuerlichen Anwesen der im oberen und mittleren Bereich gelegenen Orte Brand, Judengraben, Oberentmannsdorf, Zollbrunn, Ober- und Unterbürg, Rauershof und Giessübel auf eine Spaltung der Gemeinde in zwei Teile laut. Sie strebten eine eigene Landgemeinde Gehülz an. Der untere Teil des Gemeindegebiets sollte die Landgemeinde Breitenloh werden. Dies lehnte das Landgericht Kronach ab, da nur arme Leute für die Gemeinde Breitenloh verblieben wären.
In der ersten Hälfte des 19. Jahrhunderts wurden auf dem Gemeindegebiet die Einöden Brunnschrott, Geiersgraben und Schafhof gegründet. Ab 1862 gehörte Gehülz zum Bezirksamt Kronach (1939 in Landkreis Kronach umbenannt). Die Gerichtsbarkeit blieb beim Landgericht Kronach (1879 in Amtsgericht Kronach umgewandelt). In der zweiten Hälfte des 19. Jahrhunderts wurde auf dem Gemeindegebiet Kellerhaus gegründet. Die Gemeinde hatte eine Fläche von 3,878 km².
Am 1. Januar 1972 wurde der Weiler Rotschreuth der aufgelösten Gemeinde Burgstall eingegliedert. Am 1. Mai 1978 wurde die Gemeinde Gehülz im Zuge der Gebietsreform in Bayern in die Stadt Kronach eingegliedert.

### Einwohnerentwicklung
| Jahr | Einwohner | Häuser | Quelle |
| ---- | --------- | ------ | ------ |
| 1840 | 516       |        | [ 11 ] |
| 1852 | 527       |        | [ 11 ] |
| 1855 | 546       |        | [ 11 ] |
| 1861 | 610       |        | [ 12 ] |
| 1867 | 692       |        | [ 13 ] |
| 1871 | 738       | 89     | [ 14 ] |
| 1875 | 790       |        | [ 15 ] |
| 1880 | 768       |        | [ 16 ] |
| 1885 | 779       | 96     | [ 17 ] |
| 1890 | 845       | 92     | [ 18 ] |
| 1895 | 876       |        | [ 11 ] |
| 1900 | 928       | 95     | [ 19 ] |

| Jahr | Einwohner | Häuser | Quelle |
| ---- | --------- | ------ | ------ |
| 1905 | 966       |        | [ 11 ] |
| 1910 | 1026      |        | [ 20 ] |
| 1919 | 1075      |        | [ 11 ] |
| 1925 | 1116      | 129    | [ 21 ] |
| 1933 | 1124      |        | [ 11 ] |
| 1939 | 1164      |        | [ 11 ] |
| 1946 | 1160      |        | [ 11 ] |
| 1950 | 1273      | 164    | [ 22 ] |
| 1952 | 1317      |        | [ 11 ] |
| 1961 | 1328      | 232    | [ 7 ]  |
| 1970 | 1390      |        | [ 23 ] |
| 1987 | 1352 *    | 373 *  | [ 1 ]  |

## Bauwerke

### Katholische Pfarrkirche St. Bonifatius

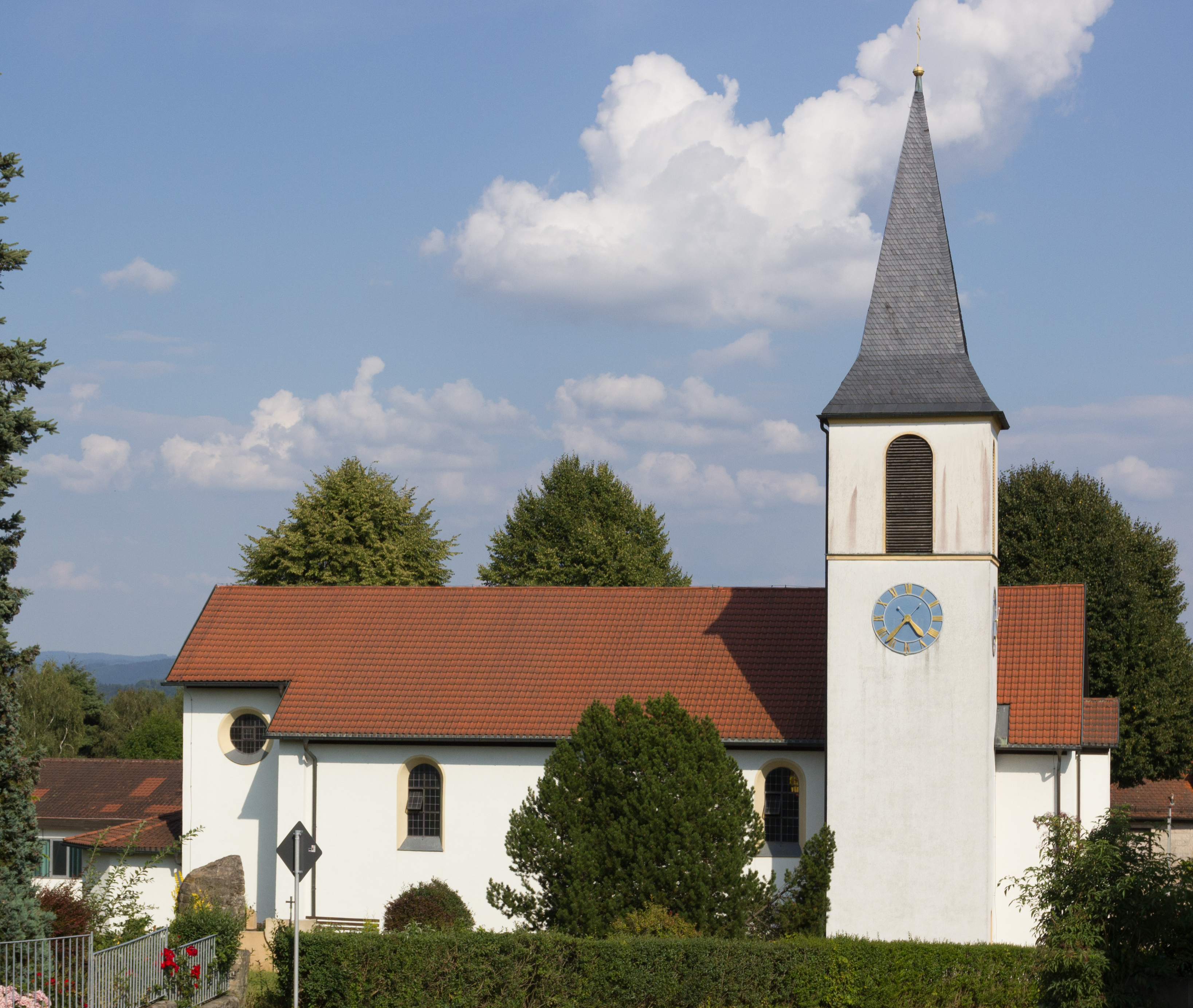
St. Bonifatius

Im Jahr 1906 wurde ein Kirchenbauverein gegründet. Die Grundsteinlegung war am 8. Oktober 1933 in Breitenloh. Am 14. Oktober 1934 konsekrierte der Bamberger Erzbischof Johann Jakob von Hauck die Kirche auf den Namen und zum Gedenken an den heiligen Bischof und Märtyrer Bonifatius. 1937 folgte die Erhebung zur Pfarrei. Der Saalbau mit östlichem Seitenschiff, eingezogenem Chor und dem Sakristeianbau sowie einem Turm an der Westseite mit Spitzhelm entstand nach Plänen des Münchner Architekten Georg Holzbauer.

### Evangelisch-lutherische Michaelskirche
Nachdem 1958 ein Kirchenbauverein gegründet worden war, entstand 1960/61 nach Plänen von Emil Schomberg die Michaelskirche in Brunnschrott. Die Einweihung des Gotteshauses mit Gemeinderaum und Sakristei im Untergeschoss war am 24. September 1961. Im Jahr 1975 folgte der Anbau eines Glockenturms und 1997 der Sakristeianbau. Eine Schleifladenorgel wurde 1984 aufgestellt.

### Baudenkmale
In der Liste der Baudenkmäler in Kronach sind für Gehülz fünf Baudenkmäler aufgeführt.